# Јов Синаит
Преподобни Јов Синаит је живео у Прекопечи код манастира Драче. Ту је и сахрањен. Црква у којој су биле његове мошти је разрушена па су оне пренете у новосаграђени манастир Драче 1735. године уз јужни зид где се и данас налазе. Поред његове гробнице је насликан монах који у рукама има свитак и који благосиља. Написане су и речи на гробници „Преподобни отац Јов иже здје... мошчи почивајут". За време Другог светског рата, преподобном Јову Синаиту је подигнута црква у Прекопечи, започета још 1924, на рушевинама старог манастира.